# Graswerth
Graswerth est une île inhabitée du Rhin moyen faisant partie de la commune de Niederwerth près de Coblence dans l'Arrondissement de Mayen-Coblence. L'île mesure 2,6 km de long et 240 mètres dans sa plus grande largeur.
Sa superficie est d'environ 0,3 km². 